# AEK Larnaca
 (juin 2019).
Si vous disposez d'ouvrages ou d'articles de référence ou si vous connaissez des sites web de qualité traitant du thème abordé ici, merci de compléter l'article en donnant les références utiles à sa vérifiabilité et en les liant à la section « Notes et références ».
Pour les articles homonymes, voir AEK.
Maillots
Actualités
Le Athlitikí Énosi Kítion Lárnakas (en grec moderne : Αθλητική Έvωση Κίτιον Λάρνακας), plus couramment abrégé en AEK Larnaca, est un club chypriote de football fondé en 1994 (à la suite de la fusion de l'EPA Larnaca et du Pezoporikos Larnaca) et basé dans la ville de Larnaca.

## Histoire

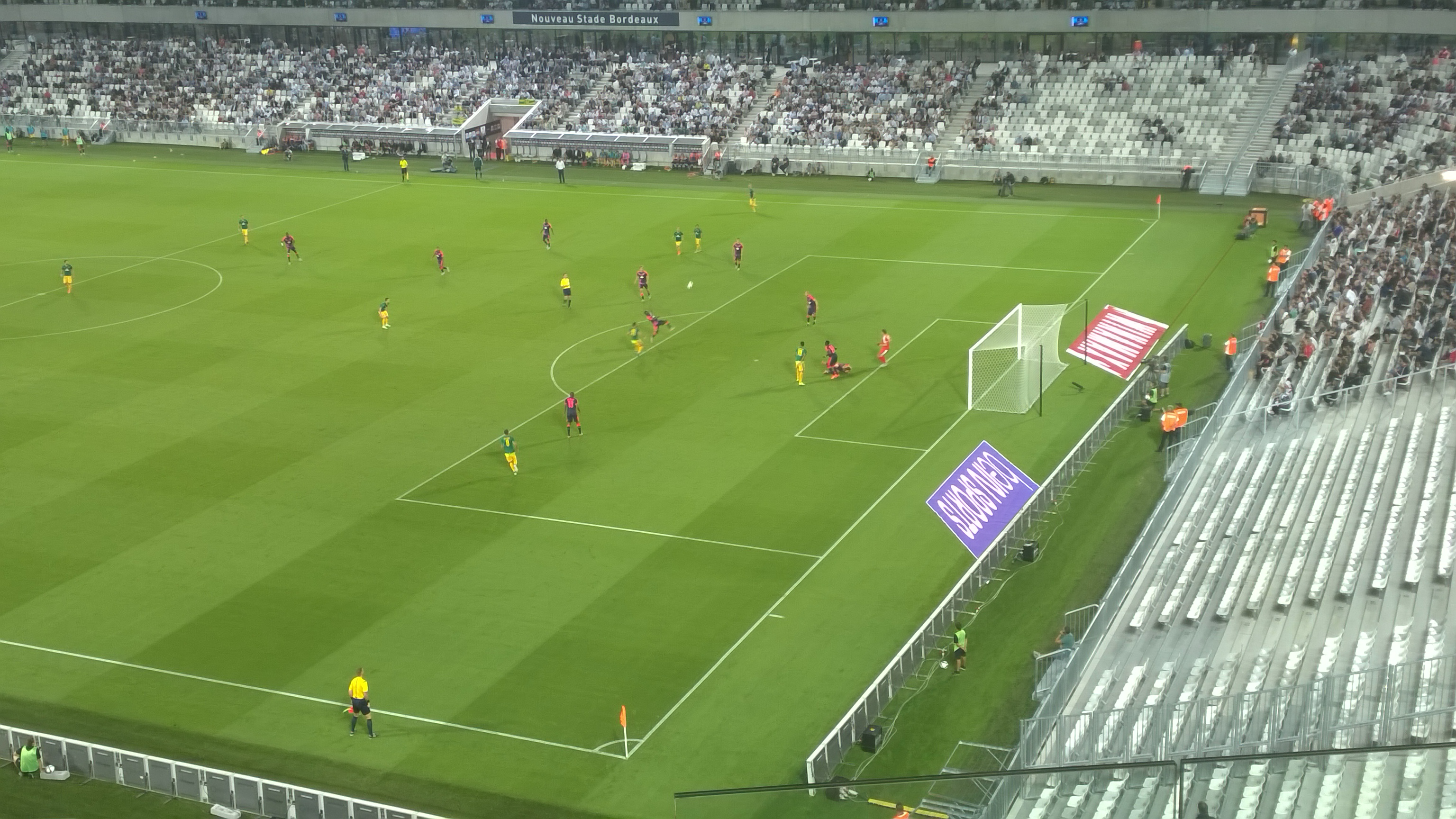
Match de 3e tour de qualification de Ligue Europa 2015-2016 contre Bordeaux au Nouveau Stade Bordeaux.

- 1927 : fondation du Pezoporikos Larnaca.
- 1930 : fondation de l'EPA Larnaca.
- 1994 : fusion du Pezoporikos Larnaca et de EPA Larnaca pour fonder AEK Larnaca.
- 1996 : première participation à une coupe d'Europe (C2).
- 2004 : premier titre du club avec la victoire en coupe de Chypre.

## Bilan sportif

### Palmarès

#### Pezoporikos Larnaca
- Championnat de Chypre (2) :
  - Champion : 1953-1954 et 1987-1988.

- Coupe de Chypre (1) :
  - Vainqueur : 1970.

#### EPA Larnaca
- Championnat de Chypre (3) :
  - Champion : 1944-1945, 1945-1946 et 1969-1970.

- Coupe de Chypre (5) :
  - Vainqueur : 1944-1945, 1945-1946, 1949-1950, 1952-1953 et 1954-1955.

- Supercoupe de Chypre (1) :
  - Vainqueur : 1955.

#### AEK Larnaca
| Compétitions nationales | Compétitions internationales                                                              |
| --- | ----------------------------------------------------------------------------------------- |
| - Championnat de Chypre : - Vice-champion : 2014-2015, 2015-2016, 2016-2017, 2018-2019, 2021-2022 et 2023-2024 - Coupe de Chypre (3) : - Vainqueur : 2003-2004, 2017-2018 et 2024-2025. - Finaliste : 1995-1996 et 2005-2006. - Supercoupe de Chypre : - Finaliste : 1996 et 2004. | - Coupe des vainqueurs de coupe : - 1 participation. - Ligue Europa : - 4 participations. |

### Bilan européen
Le club se qualifie pour la première fois dans une compétition européenne, une saison après la fusion entre Pezoporikos Larnaca et l'EPA Larnaca, pour la Coupe des Coupes en 1996 après que l'APOEL Nicosie remporté le championnat et la coupe. C'est donc l'AEK Larnaca, finaliste de la coupe, qui se qualifie. 
Pour le tour préliminaire, le club se voit affronter l'équipe arménienne du Kotayk Abovian et gagne 5-1 score cumulé mais le club perd au seizième face au FC Barcelone sur le score de 2 buts à 1.
L'AEK Larnaca doit ensuite attendre 2003 pour se qualifier pour une compétition européenne. Le club chypriote se qualifie pour la Coupe UEFA en remportant la coupe.
Au deuxième tour préliminaire, ils remportent le match aller 3-0 face au israélien du Maccabi Petah-Tikvah et le club s'attend donc à une qualification en Tour 1, mais ils perdent le match retour 4-0.
En 2011, après avoir été promu, le club finit quatrième et se qualifie pour la Ligue Europa.
Pour le deuxième tour, ils remportent le match face au Floriana FC sur le score total de 9-0. Ils se qualifient pour la phase de poule en remportant 5-2 contre les Tchèques du Mladá Boleslav et en remportant, au barrage, 2-1 face aux Norvégiens du Rosenborg Ballklub. 
Le club doit donc affronter le Maccabi Haïfa, le Steaua Bucarest et le Schalke 04. Le club finit quatrième de sa poule et est, par conséquent, éliminé.
En 2015, le club de Chypre se qualifie pour le troisième tour de qualification de la Ligue Europa en finissant deuxième du championnat.
Le club perd 4-0 face aux Français du Girondins de Bordeaux.
Le club se requalifie en Ligue Europa la saison suivante en refinissant deuxième de la ligue chypriote.
Ils se retrouvent opposés au Folgore/Falciano et remportent une belle victoire 6-1. Ils gagnent ensuite face au Cliftonville FC sur un score de 5-2. Ils réussissent ensuite un exploit en gagnant contre le Spartak Moscou, score final, 2 buts à 1, mais ils perdent aux portes des poules en perdant face au Slovan Liberec sur une lourde défaite 4-0.
En 2017, ils gagnent face au club de Gibraltar St. Joseph's FC, troisième club gibraltarien à se qualifier pour une compétition européenne. Au deuxième tour, ils remportent 2-0 leur match face au Cork City. Le club devra affronter le Dynamo Minsk pour son prochain match.

#### Résultats
Légende
- Victoire ou qualification pour le tour suivant
- Match nul
- Défaite ou élimination de la compétition

Note : dans les résultats ci-dessous, le score du club est toujours donné en premier.
| Saison    | Compétition             | Tour                | Club                  | Domicile | Extérieur | Total             |
| --------- | ----------------------- | ------------------- | --------------------- | -------- | --------- | ----------------- |
| 1996-1997 | Coupe des coupes        | Tour préliminaire   | Kotayk Abovian        | 5 - 0    | 0 - 1     | 5 - 1             |
| 1996-1997 | Coupe des coupes        | Premier tour        | FC Barcelone          | 0 - 0    | 0 - 2     | 0 - 2             |
| 2004-2005 | Coupe UEFA              | Deuxième tour Q     | Maccabi Petah Tikva   | 3 - 0    | 0 - 4     | 3 - 4             |
| 2011-2012 | Ligue Europa            | Deuxième tour Q     | Floriana FC           | 1 - 0    | 8 - 0     | 9 - 0             |
| 2011-2012 | Ligue Europa            | Troisième tour Q    | FK Mladá Boleslav     | 3 - 0    | 2 - 2     | 5 - 3             |
| 2011-2012 | Ligue Europa            | Barrages Q          | Rosenborg BK          | 2 - 1    | 0 - 0     | 2 - 1             |
| 2011-2012 | Ligue Europa            | Groupe J            | Maccabi Haïfa         | 2 - 1    | 0 - 1     | Quatrième         |
| 2011-2012 | Ligue Europa            | Groupe J            | Steaua Bucarest       | 1 - 1    | 1 - 3     | Quatrième         |
| 2011-2012 | Ligue Europa            | Groupe J            | Schalke 04            | 0 - 5    | 0 - 0     | Quatrième         |
| 2015-2016 | Ligue Europa            | Troisième tour Q    | Girondins de Bordeaux | 0 - 1    | 0 - 3     | 0 - 4             |
| 2016-2017 | Ligue Europa            | Premier tour Q      | SS Folgore/Falciano   | 3 - 0    | 3 - 1     | 6 - 1             |
| 2016-2017 | Ligue Europa            | Deuxième tour Q     | Cliftonville FC       | 2 - 0    | 3 - 2     | 5 - 2             |
| 2016-2017 | Ligue Europa            | Troisième tour Q    | Spartak Moscou        | 1 - 1    | 1 - 0     | 2 - 1             |
| 2016-2017 | Ligue Europa            | Barrages Q          | Slovan Liberec        | 0 - 1    | 0 - 3     | 0 - 4             |
| 2017-2018 | Ligue Europa            | Premier tour Q      | Lincoln Red Imps      | 5 - 0    | 1 - 1     | 6 - 1             |
| 2017-2018 | Ligue Europa            | Deuxième tour Q     | Cork City             | 1 - 0    | 1 - 0     | 2 - 0             |
| 2017-2018 | Ligue Europa            | Troisième tour Q    | Dinamo Minsk          | 2 - 0    | 1 - 1     | 3 - 1             |
| 2017-2018 | Ligue Europa            | Barrages Q          | Viktoria Plzeň        | 0 - 0    | 1 - 3     | 1 - 3             |
| 2018-2019 | Ligue Europa            | Deuxième tour Q     | Dundalk FC            | 1 - 0    | 8 - 0     | 9 - 0             |
| 2018-2019 | Ligue Europa            | Troisième tour Q    | Sturm Graz            | 3 - 0    | 2 - 2     | 5 - 3             |
| 2018-2019 | Ligue Europa            | Barrages Q          | AS Trenčín            | 2 - 1    | 0 - 0     | 2 - 1             |
| 2018-2019 | Ligue Europa            | Groupe A            | Bayer Leverkusen      | 1 - 5    | 2 - 4     | Troisième         |
| 2018-2019 | Ligue Europa            | Groupe A            | Ludogorets Razgrad    | 1 - 1    | 0 - 0     | Troisième         |
| 2018-2019 | Ligue Europa            | Groupe A            | FC Zurich             | 0 - 1    | 2 - 1     | Troisième         |
| 2019-2020 | Ligue Europa            | Premier tour Q      | Petrocub Hîncești     | 1 - 0    | 1 - 0     | 2 - 0             |
| 2019-2020 | Ligue Europa            | Deuxième tour Q     | Levski Sofia          | 3 - 0    | 4 - 0     | 7 - 0             |
| 2019-2020 | Ligue Europa            | Troisième tour Q    | KAA La Gantoise       | 1 - 1    | 0 - 3     | 1 - 4             |
| 2022-2023 | Ligue des champions     | Deuxième tour Q     | FC Midtjylland        | 1 - 1 ap | 1 - 1     | 2 - 2 (3 - 4 tab) |
| 2022-2023 | Ligue Europa            | Troisième tour Q    | Partizan Belgrade     | 2 - 1    | 2 - 2     | 4 - 3             |
| 2022-2023 | Ligue Europa            | Barrages Q          | SK Dnipro-1           | 3 - 0    | 2 - 1     | 5 - 1             |
| 2022-2023 | Ligue Europa            | Groupe B            | Dynamo Kiev           | 3 - 3    | 1 - 0     | Troisième         |
| 2022-2023 | Ligue Europa            | Groupe B            | Stade rennais         | 1 - 2    | 1 - 1     | Troisième         |
| 2022-2023 | Ligue Europa            | Groupe B            | Fenerbahçe SK         | 1 - 2    | 0 - 2     | Troisième         |
| 2022-2023 | Ligue Europa Conférence | Barrages            | SK Dnipro-1           | 1 - 0    | 0 - 0     | 1 - 0             |
| 2022-2023 | Ligue Europa Conférence | Huitièmes de finale | West Ham United       | 0 - 2    | 0 - 4     | 0 - 6             |
| 2023-2024 | Ligue Europa Conférence | Deuxième tour Q     | Torpedo Jodzina       | 1 - 1    | 3 - 2     | 4 - 3             |
| 2023-2024 | Ligue Europa Conférence | Troisième tour Q    | Maccabi Tel-Aviv      | 1 - 1    | 0 - 1     | 1 - 2             |
| 2024-2025 | Ligue Conférence        | Deuxième tour Q     | Paksi FC              | 0 - 2    | 0 - 3     | 0 - 5             |
| 2025-2026 | Ligue Europa            | Premier tour Q      | Partizan Belgrade     | 1 - 0    | 1 - 2 ap  | 2 - 2 (6 - 5 tab) |
| 2025-2026 | Ligue Europa            | Deuxième tour Q     | NK Celje              | 2 - 1    | 1 - 1     | 3 - 2             |
| 2025-2026 | Ligue Europa            | Troisième tour Q    | Legia Varsovie        | 4 - 1    | 1 - 2     | 5 - 3             |
| 2025-2026 | Ligue Europa            | Barrages Q          | SK Brann              | -        | -         | -                 |

## Personnalités du club

### Présidents
- Ántreas Karapatákis

### Entraîneurs
| - Andreas Mouskallis (1994) - Stavros Papadopoulos - Petros Ravousis (1998 - 1999) - Radmilo Ivančević (1999 - 2000) - Dusan Mitosević (2001 - 2002) - Michalis Hadjipieris (2002 - 2003) - Nikos Andronikou (2003) - Andreas Mouskallis (décembre 2003 - novembre 2004) - Neophytos Larkou (2004) - Nikolay Kostov (décembre 2004 - 2005) |  | - Marios Constantinou (2005 - octobre 2007) - Nir Klinger (20 septembre 2007 - 30 juin 2008) - Makis Katsavakis (octobre 2008 - décembre 08) - Louis Stefani (décembre 2008) - Christos Kassianos (janvier 2009) - Savvas Constantinou (février 2009 - novembre 2009) - Andreas Michaelides (décembre 2009 - 10 mai 2009) - Ton Caanen (1er juillet 2010 - 20 novembre 2011) - Leon Vlemmings (3 décembre 2011 - 30 mai 2012) - Ran Ben Shimon (3 juillet 2012 - 20 mai 2013) | - Dimitrios Eleftheropoulos (1er juillet 2013 - 15 décembre 2013) - Floros Nicolaou (16 décembre 2013 - 31 mai 2014) - Thomas Christiansen (1er juin 2014 - 29 avril 2016) - Imanol Idiakez (2 juin 2016 - 21 mai 2018) - Andoni Iraola (23 mai 2018 - 14 janvier 2019) - Imanol Idiakez (15 janvier 2019 - 9 décembre 2019) - David Caneda Perez |

## Parrainage
- Commanditaire majeur – Meridian Bet[3]
- Commanditaire TV – PrimeTel PLC
- Commanditaire de vêtements – Puma
- Commanditaire du site Web – Ideaseven Creative Solutions
- Commanditaires officiels :
- AJK Wealth Management Limitée
- Pétroline
- K. Treppides & CO Experts comptables agréés
- C & C Londonou Bros.
- Hôtels à SunnySeeker
- Jeu méridien
- Groupe ZEMCO
- McDonalds
- UCLan Chypre
- Supermarchés MÉTRO
- Navette aéroport de Kapnos
- Kinisis Voyages

### Partisans
- KPMG
- Tofalli Construction et développement
- Marselli Aluminium Chypre
- Signes de pisse
- YDROGIOS INSURANCE COMPANY LTD
- Billetterie en ligne de thèse
- Lefteris Livadhiotis & Fils
- Groupe Nicolaïdes
- Produits naturels DioCare
- Taverne Zénon
- Mazzo Food & Bar
- Bureau des Titans

### Joueurs emblématiques
- Andreas Constantinou
- Giorgos Theodotou
- Paulinho
- Tininho
- Héctor Gonzalez
- José Manuel Rey
- Donny de Groot
- Nordin Wooter
- Amir Azmy
- Christophe Ettori
- Edgaras Jankauskas
- Abdelkrim Kissi
- Goran Lazarevski
- Dragoje Leković
- Aldo Adorno
- Zoran Milošević
- Mustapha Kamal N'Daw
- Milan Osterc
- Emmanuel Pappoe
- Tiquinho
- Toñito
- Akhrik Tsveiba
- Klimenti Tsitaishvili

## Ancien logo

Pezoporikos Larnaca